# Топонимическая комиссия Квебека
Топонимическая комиссия Квебека (фр. Commission de toponymie du Québec, англ. Toponymy Commission of Québec) — официальный орган правительства канадской провинции Квебек, в чью компетенцию входит обеспечение правильного применения топонимических правил в Квебеке и официальное утверждение названий городов, деревень, дорог, регионов, гор, рек и других географических объектов провинции Квебек. Комиссия представляет правительству свои заключения относительно изменений в топонимии провинции. Создана в 1977 году в соответствии с Хартией французского языка, для замены Географической комиссии Квебека, созданной в 1912 году. Административно подчинена Квебекскому управлению французского языка.

## Цели и задачи
Комиссия должна:
- предлагать правительству стандарты и правила написания, которые необходимо соблюдать при именовании географических объектов;
- вести инвентаризацию и сохранение географических названий;
- разрабатывать и стандартизировать географическую терминологию в сотрудничестве с Квебекским управлением французского языка;
- оформлять названия географических объектов;
- распространять официальную географическую номенклатуру Квебека;
- высказывать своё мнение правительству по любому вопросу, затрагивающему проблемы топонимии.

Комиссия вправе:
- выражать свою позицию правительству и другим административным органам по любому вопросу, касающемуся топонимии;
- на несамоуправляющихся территориях — осуществлять наименование или изменение названий географических населенных пунктов;
- с согласия органа администрации, имеющего аналогичные компетенции в отношении наименований объектов, определять или изменять название любого объекта на территории местного самоуправления.

Названия, утвержденные Комиссией в течение года, должны публиковаться не реже одного раза в год в официальном издании правительства Квебека Gazette officielle du Québec; эти названия, выбранные или одобренные Комиссией, становятся обязательными для употребления в текстах и документах администрации и общественных организаций, в дорожных знаках и других указателях, а также в учебных или исследовательских работах, опубликованных в Квебеке и утвержденных министром образования.
Для достижения своих целей Комиссия имеет право присваивать наименования географическим объектам или изменять их названия на несамоуправляющихся территориях, а также определять или изменять название любого объекта на территории муниципалитета с согласия местного муниципального органа. Администрации, имеющей аналогичные компетенции в отношении наименований объектов, Комиссия также имеет право давать советы напрямую по любому вопросу, касающемуся топонимии.
В дополнение к этим полномочиям статья 124 Хартии также наделяет Комиссию широкими полномочиями в отношении всех наименований географических объектов, она вправе предлагать правительству критерии отбора и правила написания наименований и, в конечном итоге, присваивать наименования объектам в случаях, когда их ещё нет, а также утверждать любые изменения наименований объектов.
Комиссия намерена поддерживать оригинальность и качество топонимического наследия Квебека. Для этих целей она присуждает премии «Coups de cœur» и «Coups de foudre» разработчикам географических названий года, которые, по её мнению, в наибольшей степени подчеркивают богатство топонимического наследия.